# Опака (Польща)
Опака (пол. Opaka Duża) — село в Польщі, у гміні Черемха Гайнівського повіту Підляського воєводства. Населення — 54 особи (2011).

## Історія
Уперше згадується 1567 року.
У 1975—1998 роках село належало до Білостоцького воєводства.

## Демографія
Демографічна структура станом на 31 березня 2011 року:
|          | Загалом | Допрацездатний вік | Працездатний вік | Постпрацездатний вік |
| -------- | ------- | ------------------ | ---------------- | -------------------- |
| Чоловіки | 27      | 1                  | 17               | 9                    |
| Жінки    | 27      | 1                  | 10               | 16                   |
| Разом    | 54      | 2                  | 27               | 25                   |

## Релігія
У селі міститься каплиця Народження Пресвятої Бочородиці.